# Mười chi tộc thất lạc

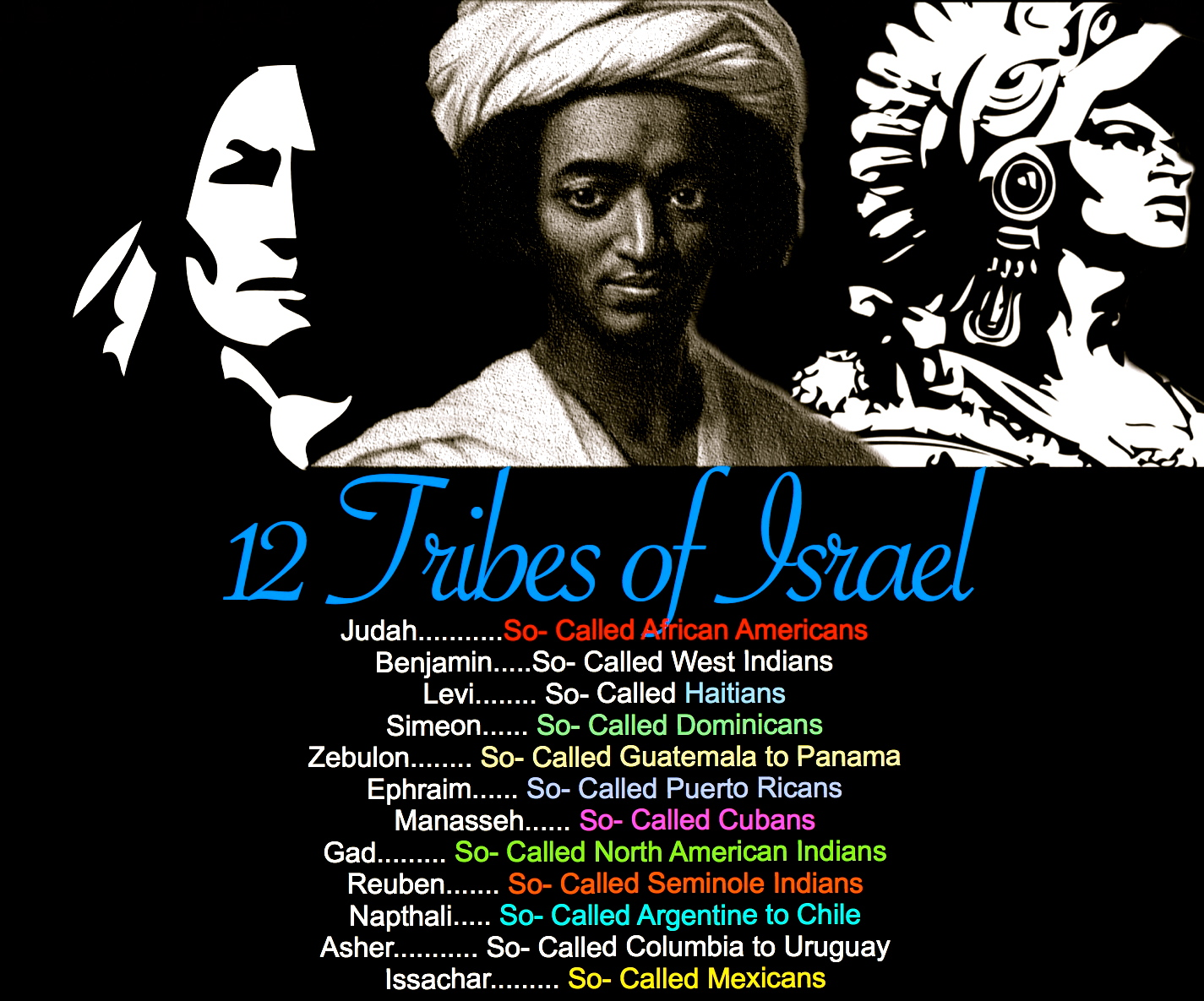
Những chi tộc bị thất lạc

Mười chi tộc thất lạc (Ten Lost Tribes) là những người từ Mười hai chi tộc Israel được cho là đã bị lưu đày khỏi Vương quốc Israel (Samaria) sau khi vương quốc này bị Đế chế Tân Assyria chinh phục vào khoảng năm 720 Trước Công nguyên, những chi tộc này bao gồm: Reuben, Simeon, Dan, Naphtali, Gad, Asher, Issachar, Zebulun, Ma-na-se, và Ephraim, tất cả trừ Giu-đa và Benjamin thì tọa lạc tại Vương quốc Judah lân cận, và do đó vẫn tồn tại cho đến Cuộc vây hãm Jerusalem của Babylon vào năm 587 Trước Công nguyên. Cùng với Judah và Benjamin là một phần của chi tộc Levi. Cuộc lưu đày của dân Israel, được gọi là giai đoạn lưu đày của người Assyria xảy ra ra trùng hợp với lệnh trục xuất người Assyria, được thực hiện ở nhiều vùng lãnh thổ bị khuất phục. Nhà sử học Do Thái Josephus đã viết rằng "chỉ có hai chi tộc ở Châu Á và Châu Âu chịu sự cai trị của người La Mã, trong khi mười chi tộc còn lại thì ở bên kia Euphrates cho đến nay, và là một dân số vô cùng lớn, và không thể ước tính bằng số lượng". Vào thế kỷ thứ VII và thứ VIII sau Công nguyên, sự trở về của Mười chi tộc thất lạc gắn liền với khái niệm về sự xuất hiện của Đấng cứu thế của người Do Thái:58–62. 

## Đại cương
Những tuyên bố về nguồn gốc từ "các bộ tộc thất lạc" đã được đưa ra liên quan đến nhiều nhóm và một số tôn giáo Abraham ủng hộ quan điểm cứu thế rằng các bộ lạc của Israel sẽ trở về. Theo nghiên cứu đương đại, tại khu vực Transjordan và Galilee đã chứng kiến các cuộc trục xuất quy mô lớn, và toàn bộ các bộ tộc bị thất lạc. Các nhà sử học thường kết luận rằng các bộ lạc bị trục xuất đã đồng hóa vào những người bản xứ. Mặt khác, ở Samaria, nhiều người Israel đã sống sót sau cuộc tấn công của người Assyria và ở lại vùng đất này, cuối cùng được gọi là người Samarita. Ông Zvi Ben-Dor Benite vốn là một giáo sư về Lịch sử Trung Đông tại Đại học New York, tuyên bố rằng: "Sự say mê với các bộ tộc này, bên cạnh các nghiên cứu học thuật có vẻ phi hư cấu, đã tạo ra một khối lượng lớn các tác phẩm văn học hư cấu và truyện dân gian":11. Nhà nhân chủng học Shalva Weil đã ghi chép lại nhiều bộ lạc và dân tộc khác nhau tuyên bố có liên hệ với Mười chi tộc thất lạ trên khắp thế giới. Trong Thời đại Khám phá, các nhà thám hiểm châu Âu đã cố gắng gán ghép nhiều dân tộc mà họ lần đầu tiếp xúc với Mười chi tộc thất lạc của người Do Thái, đôi khi kết hợp với các nỗ lực giới thiệu Kinh Thánh cho dân bản xứ của các nhà truyền giáo Cơ đốc. Những nước khác ở phía tây châu Phi như Senegal, Dahomey (hiện thuộc Benin) và Sierra đang có rất nhiều bộ tộc vẫn tự nhận là thuộc dòng dõi Do Thái. Họ có những nghi thức tổng hợp giữa Kitô giáo và niềm tin Giu-đa. Trong những năm gần đây từ nhiều khu vực xa xôi của thế giới như châu Phi, Ấn Độ và cả Trung Quốc có những bộ tộc bí ẩn trú ngụ trong những vùng đất xa xôi của thế giới đưa ra một tuyên bố đáng ngạc nhiên về nguồn gốc của mình. Các nhà điều tra đầy hoài nghi đã phát hiện ra di sản cổ xưa gồm những tên gọi, từ ngữ và thành ngữ xa lạ với tất cả mọi ngôn ngữ địa phương, nhưng thực sự lại mang những nét tương tự đầy kinh ngạc với ngôn ngữ Hê-bơ-rơ. Họ cũng có các nghi lễ và truyền thống chính xác xuất phát từ năm sách Ngũ Kinh.

## Truyền thuyết
Các vị tiên tri của Chúa đã nhiều lần cảnh cáo gia tộc Y Sơ Ra Ên về những gì sẽ xảy ra nếu họ sống tà ác. Môi Se đã tiên tri: “Và Chúa sẽ tản lạc ngươi trong các dân, từ cuối đầu này của đất đến đầu kia” (Phục Truyền Luật Lệ Ký 28:64). Bất chấp lời cảnh cáo này, dân Y Sơ Ra Ên liên tục vi phạm các giáo lệnh của Thượng Đế. Đây chính là nguyên do mà mười chi phái bị đuổi ra khỏi vùng đất mà Chúa đã ban cho họ. Họ đánh nhau và phân chia thành hai vương quốc gồm Bắc Vương Quốc, được gọi là vương quốc Y Sơ Ra Ên, và Nam Vương Quốc, được gọi là vương quốc Giu Đa. Sau triều đại của vua Solomon, vào thế kỷ thứ X trước Công nguyện thì có 12 chi tộc của Do Thái đã tự phân chia thành 2 vương quốc. Hai chi tộc Judah và Benjamin thành lập vương quốc Judah, ở phía nam. Còn 10 chi tộc còn lại hợp thành vương quốc Israel ở phương bắc, mỗi vương quốc đều có một phần của chi tộc Lê-vi, họ không có ruộng đất nhưng có có các tư tế, chuyên lo việc thờ phượng. Các chi tộc của vương quốc phía bắc (Israel) từ chối không nhận vương quyền của Rehoboam, con trai vua Solomon. Hai chi tộc Judah và Benjamin cùng một phần của chi tộc Levi, vẫn trung thành với Rehoboam, thành lập vương quốc Judah ở phía nam. Mười trong số mười hai chi tộc Y Sơ Ra Ên sống trong Bắc Vương Quốc. Trong một trận chiến, họ bị kẻ thù chinh phục và bị bắt đi lưu đày. Một số họ về sau thoát được vào miền đất bắc và trở nên thất lạc đối với phần còn lại của thế giới. 
Vào khoảng 100 năm sau khi Bắc Vương Quốc bị chiếm, thì Nam Vương Quốc bị chinh phục. Thủ phủ Giê Ru Sa Lem bị tàn phá vào năm 586 trước Công Nguyên, và nhiều người thuộc hai chi tộc Y Sơ Ra Ên còn lại thì bị lưu đày. Về sau, một số người của hai chi tộc này trở về và tái thiết Giê Ru Sa Lem. Sau thời của Đấng Ky Tô, Giê Ru Sa Lem lại bị tàn phá lần nữa, lần này bởi quân lính La Mã. Dân Do Thái bị phân tán nhiều nơi trên thế giới. Hai thế kỷ sau, đế quốc Assyria xâm chiếm vương quốc Israel và trong nhiều giai đoạn, họ đã từ từ phân tán cả 10 chi tộc đi các nơi khác. Kế hoạch lưu đày đó đã hoàn tất vào năm 722 BC và vương quốc Israel (phía bắc) hoàn toàn biến mất. Mười chi tộc bị thất lạc đó là: Simeon, Dan, Naphtali, Gad, Asher, Issachar, Zebulun, Manasseh, Ephraim, và một phần của Levi. Ngày nay dân Y Sơ Ra Ên được tìm thấy sống trong tất cả các quốc gia trên thế giới. Nhiều người không biết rằng họ là dòng dõi của gia tộc Y Sơ Ra Ên thời xưa. Sự quy tụ vật chất của Y Sơ Ra Ên có nghĩa là dân giao ước sẽ được “quy tụ về quê hương xứ sở, nơi đất thừa hưởng của họ, và sẽ được định cư trên khắp các vùng đất hứa của họ” (2 Nê Phi 9:2). Các chi tộc Ép Ra Im và Ma Na Se sẽ được quy tụ trên đất Châu Mỹ. Chi tộc Giu Đa sẽ trở về thành phố Giê Ru Sa Lem và vùng phụ cận. Mười chi tộc bị thất lạc sẽ nhận được từ chi tộc Ép Ra Im các phước lành đã được hứa của họ. Hằng ngàn năm sau và cho đến bây giờ, nhiều nhóm người đã tự nhận là dòng dõi của các chi tộc bị thất lạc, một vài tôn giáo của họ cũng tin Đấng Cứu Thế và tin có ngày hồi hương của các chi tộc. Sử gia thời danh của Do Thái Josephus đã viết rằng mười chi tộc thất lạc đó đã sống rải rác ở phía đông của sông Euphrates, họ đã sinh sản rất nhiều, không thể đếm được.

## Nghi vấn

### Người Pashtun
Trong số những người Pashtun, có một truyền thống là hậu duệ của những bộ tộc lưu vong bị mất tích của Israel. Người Pashtun, một bộ lạc hùng mạnh tại Afghanistan. Bộ lạc này dùng tên Hípri và cắt bì trẻ trai lúc được 8 ngày, phụ nữ của họ đốt nến và nướng bánh challah vào ngày sabát của Hồi Giáo. Niềm tin rằng người Pashtun là hậu duệ của các bộ tộc đã mất của Israel chưa bao giờ được chứng minh bằng bằng chứng lịch sử cụ thể. Nhiều thành viên của Taliban đến từ các bộ lạc Pashtun và họ không nhất thiết phải phủ nhận nguồn gốc Israel của mình. Những nhóm người Pathans thời trung cổ được cho thuộc dân Do Thái thất lạc đã phải sống dưới lề luật của Kitô giáo, rồi Hồi giáo và mơ tưởng rằng một ngày nào đó, các chiến sĩ dũng mãnh thuộc 10 chi tộc thất lạc sẽ xuất hiện từ một vương quốc ẩn dấu, đánh bại những kẻ áp bức và đưa họ về lại quê xưa. Người ta tin rằng họ thuộc một phần của mười chi tộc Do Thái bị thất lạc, tổng số dân Pathans được ước lượng ít nhất là 15 triệu. 
Có những chi tộc “nhánh” (sub-tribes) đang mang những tên vẫn còn âm hưởng Do Thái như: Rabani (Reuben), Shiwari (Shimon), Daftani (Naphtali), Sahuri (Asher), Yusuf-sai (con cháu của Yosef).  Trong tiếng Pashto, tên bộ lạc 'Yusef Zai' có nghĩa là "con trai của Joseph". Một số nhà nhân chủng học hàng đầu của Israel tin rằng, trong số rất nhiều nhóm trên thế giới tuyên bố có mối liên hệ với 10 bộ tộc đã mất, người Pashtun hay Pathan có lập luận thuyết phục nhất. Khoảng 5 triệu dân thuộc chi phái Hồi giáo Sunni trong vùng cao nguyên Kashmir (tây-bắc Ấn Độ). Họ có những tên còn mang âm hưởng các địa danh trong Kinh Thánh như Mamre, Pisgah, hay núi Nevo. Họ còn tương truyền rằng ông Mô-sê đã được an táng ở Kashmir, cũng như Chúa Giê-su đã từng đến đây để tìm 10 chi tộc bị thất lạc. Theo Al-Biruni, học giả Hồi giáo Ba Tư nổi tiếng thế kỷ XI: "Trước đây, người dân Kashmir thường cho phép một hoặc hai người nước ngoài nhập cảnh vào đất nước của họ, đặc biệt là người Do Thái, nhưng hiện tại, họ không cho phép bất kỳ người Hindu nào mà họ không quen biết nhập cảnh, càng không cho phép những người khác". Baikunth Nath Sharga lập luận rằng, mặc dù có sự tương đồng về mặt từ nguyên giữa họ Kashmir và họ Do Thái, nhưng người Kashmir Pandit có nguồn gốc người Ấn-Aryan trong khi người Do Thái có nguồn gốc người Semit.

### Bene Menashe
Ở hai bang Manipur và Mizoram của Ấn Độ, có cộng đồng dân tộc Bene Menashe đã sinh sống lâu đời, và được cho là có nguồn gốc từ chi phái bị lạc mất là Ma-na-se. Lịch sử truyền khẩu của bộ lạc này cho rằng họ bị Assyria bắt giữ cùng với phần còn lại của các chi phái phía Bắc của Israel và cuối cùng tản lạc đến Trung Quốc. Sau đó, vào thế kỷ thứ hai, họ di cư đến Ấn Độ trong bối cảnh bị người Trung Quốc đàn áp. Bene Israel là một cộng đồng người Do Thái ở tiểu bang Maharashtra của Ấn Độ, cư trú chủ yếu ở vùng Konkan. Kể từ khi thành lập Nhà nước Israel, hàng ngàn người Bene Israel đã thực hiện aliyah, mặc dù vẫn còn một số lượng lớn người ở lại Ấn Độ. Người Bene Ephraim, còn được gọi là người Do Thái Telugu, tuyên bố là hậu duệ của bộ tộc Ephraim. Từ những năm 1980, họ đã học cách thực hành Do Thái giáo hiện đại. Họ nói rằng họ đã đi từ Israel qua Tây Á: Ba Tư, Afghanistan, Tây Tạng và vào Trung Quốc trong 1.600 năm trước khi đến miền nam Ấn Độ hơn 1.000 năm trước. Bộ tộc Shin-lung trong vùng biên giới giữa Ấn Độ và Miến Điện (Myanmar) đã tự nhận dân Shin-lung chính là người Do Thái, thuộc chi tộc bị thất lạc Menasseh, và đã đến lúc họ phải hồi hương. Tổ tiên của họ có tên là Menase, âm này rất gần với chi tộc “Menasseh”. Họ bắt đầu giữ các quy luật Giu-đa, thực hành bất cứ nghi thức nào họ học được từ những người Do Thái ở thành phố Bombay (Ấn Độ). Bắt đầu từ một nhóm nhỏ, nay con số đã lên đến trên 5.000 người, được gọi với tên mới là “Judaizers”. Những người này giữ ngày Sa-bát, chịu cắt bì, ăn theo luật Kashrut. Họ xây hàng chục hội đường trong những ngôi làng và thị trấn ở miền đông-bắc Ân Độ, thuộc các bang Mizoram và Manipur.  Bộ tộc Chang-min có khoảng 250.000 người, đang sống trong vùng biên giới Trung Quốc và Tây Tạng, nơi tương truyền rằng bộ tộc Shin-lung đã từng sống. Trông họ giống như những người Trung Quốc, đã từng thờ độc thần, trước khi theo Kitô giáo. Tương truyền rằng họ thuộc “dòng dõi của ông Abraham”, khi làm lễ hiến tế, họ đã cắm 12 lá cờ chung quanh bàn thờ, để tưởng nhớ 12 chi tộc của tổ tiên.

### Etiopia
Theo truyền thống địa phương cổ xưa, nguồn gốc của người Do Thái ở Ê-thi-ô-pia bắt đầu từ thời Sa-lô-môn và Nữ hoàng Sheba. Một tài liệu thế kỷ XIV gọi là Kebra Nagast (Vinh quang của Các Vua) chép rằng Sa-lô-môn và Sheba có một con trai tên là Menelik I, người sau này trở về Ê-thi-ô-pia cùng với gia đình và hòm giao ước. Những người khác tin rằng người Do Thái từ cuộc xuất hành đã đi dọc theo dòng sông Nin và cuối cùng định cư ở Ê-thi-ô-pia. Hầu hết các nhà sử học lại tin rằng sự hiện diện của họ ở Ê-thi-ô-pia là sau thời kỳ lưu đày và bắt nguồn từ khi người Do Thái bị phân tán dưới thời La Mã và di cư từ Y-ê-men đến các mũi đất Châu Phi. Trong nhiều thế kỷ, người ta đã lưu ý ở Ê-thi-ô-pia có một số bộ tộc thực hành các nghi thức tôn giáo cổ đại rất giống với của Israel Cựu Ước và họ cũng tuyên bố rõ ràng nguồn gốc của họ là từ các chi phái của Israel. Các Gefat – một nhánh thứ ba của người Do Thái Ê-thi-ô-pia – sống xa hơn về phía nam ở vùng nông thôn Ê-thi-ô-pia là Woliso và Hosanna. Một cộng đồng hẻo lánh, bộ tộc này (ước tính khoảng 20,000-30,000 người) đã trung thành giữ gìn các tập tục Do Thái suốt hàng trăm năm, bao gồm cả việc cắt bì cho bé trai vào ngày thứ tám, bôi máu cừu trên cửa của họ vào lễ Vượt Qua, và giữ chế độ ăn uống theo luật pháp Kinh Thánh. Những con cháu của chi tộc Dan ở Ethiopia (Bắc Châu Phi). Họ thuộc nhóm 10 chi tộc phải đi lưu đày từ 27 thế kỷ trước. Qua nhiều năm, họ từng có một vương quốc cho riêng họ và luôn luôn tuân giữ Kinh Thánh. Họ tuân theo luật giữ ngày Sa-bát, luật thanh tẩy (Niddah purity), chỉ ăn thức ăn Kosher (theo luật kiêng cữ), và luôn tin tưởng rằng ngày nào đó họ sẽ hồi hương, trở về thành thánh Jerusalem.

### Lemba
Trong vùng thảo nguyên hẻo lánh của Zimbabwe có một bộ lạc Lemba với hơn 70.000 người sinh sống khắp Zimbabwe và các vùng khác ở Nam Phi. Trong một nghiên cứu DNA gần đây, 70 phần trăm người Lemba được lấy mẫu sở hữu những gen Cohanim, với tỷ lệ cao hơn cả người Do Thái Sephardic và Ashkenazi khi lấy mẫu. Phát hiện này đã dấy lên nhiều quan tâm đáng kể trong cộng đồng Do Thái và ủng hộ mạnh mẽ lời tuyên bố là dòng dõi thầy tế lễ thượng phẩm A-rôn suốt 800 năm qua. Người Lemba (Vhalemba) ở Nam Phi tự nhận mình là hậu duệ của một số người đàn ông Do Thái đã di chuyển từ nơi hiện là Yemen đến Châu Phi để tìm vàng, nơi họ lấy vợ và thành lập cộng đồng mới. Họ đặc biệt tuân thủ các tập tục tôn giáo tương tự như những tập tục tồn tại trong Do Thái giáo và họ cũng có truyền thống là một dân tộc di cư, với những manh mối chỉ ra nguồn gốc của họ ở Tây Á hoặc Bắc Phi. Theo lịch sử truyền miệng của người Lemba, tổ tiên của họ là Người Do Thái đến từ một nơi gọi là Sena cách đây vài trăm năm và định cư ở Đông Phi. Sena là một thị trấn cổ bị bỏ hoang ở Yemen, nằm ở phía đông thung lũng Hadramaut, nơi lịch sử cho thấy là nơi sinh sống của người Do Thái trong những thế kỷ trước. Một số nghiên cứu cho rằng "Sena" có thể ám chỉ Wadi Masilah (gần Sayhut) ở Yemen, thường được gọi là Sena, hoặc thay thế là thành phố Sana'a, cũng nằm ở Yemen:61. Các xét nghiệm DNA không chứng minh được tuyên bố của họ về nguồn gốc Do Thái.

### Nơi khác
- Bộ tộc Ibo ở nước Nigeria, tuy phần đông dân chúng đang theo Kitô giáo, nhưng nhiều nghi thức cổ truyền của họ đã tương tự như cách thức của người Do Thái, như cắt bì trẻ trai sau khi sinh được 8 ngày.  Tuy nhiên, lý thuyết này không đứng vững trước sự giám sát lịch sử. Các nhà sử học đã xem xét các tài liệu lịch sử về Tây Phi từ thời kỳ thuộc địa và họ đã làm sáng tỏ rằng các lý thuyết như vậy phục vụ nhiều chức năng khác nhau cho các tác giả đề xuất chúng[30][31]
- Một số nhà truyền giáo Cơ đốc giáo đầu tiên đến New Zealand suy đoán rằng người bản địa Maori là hậu duệ của Mười chi tộc thất lạc. Một số người Māori sau đó đã chấp nhận niềm tin này[32]
- Người Anh Do Thái (British Israelism/Anglo-Israelism) là một ngụy thuyết[33][34] niềm tin rằng người dân Anh "về mặt di truyền, chủng tộc và ngôn ngữ là hậu duệ trực tiếp" của Mười Chi tộc thất lạc trong lịch sử Israel cổ đại[35] có nguồn gốc từ thế kỷ XVI, lấy cảm hứng từ một số tác phẩm tiếng Anh thế kỷ XIX như John Wilson năm 1840 trong tác phẩm Nguồn gốc Israel của chúng ta[36]. Từ những năm 1870 trở đi, nhiều tổ chức độc lập của người Anh gốc Israel đã được thành lập trên khắp Đế quốc Anh cũng như ở Hoa Kỳ; tính đến đầu thế kỷ XXI, một số tổ chức này vẫn còn hoạt động. Tại Hoa Kỳ, ý tưởng này đã làm nảy sinh phong trào Bản sắc Cơ Đốc giáo. Các nguyên lý cốt lõi của chủ nghĩa Anh gốc Israel đã bị bác bỏ bởi khảo cổ học[37], dân tộc học[38], nghiên cứu di truyền[39]:181 và ngôn ngữ học[40][41]:33–34.
- Theo thuyết tổ tiên chung Nhật Bản-Do Thái (日ユ同祖論, Nichiyu Dōsoron) thì người Nhật vốn là hậu duệ của Mười chi tộc thất lạc của người Do Thái. Lý thuyết này được đưa ra do công lao của Nicholas McLeod, một người Scotland[42] tuyên bố rằng người Nhật Bản có nguồn gốc từ giống dân vốn là hậu duệ của các bộ lạc đã mất của Israel, những người đã hình thành nên tầng lớp quý tộc và các đẳng cấp tư tế truyền thống. Bằng chứng được trích dẫn cho lý thuyết này bao gồm những điểm tương đồng giữa các truyền thuyết về Hoàng đế Jimmu và Moses, sự hiện diện của các đặc điểm chủng tộc "Bồ Đào Nha-Do Thái" trên một số người Nhật Bản và những điểm tương đồng giữa Thần đạo và Do Thái giáo. Theo Ben-Ami Shillony thì "các tác phẩm của Saeki đã truyền bá lý thuyết về 'nguồn gốc chung của người Nhật Bản và người Do Thái" (Nichi-Yu dosoron) tại Nhật Bản, một lý thuyết được một số nhóm Cơ Đốc giáo tán thành[43].